# Bài Chòi

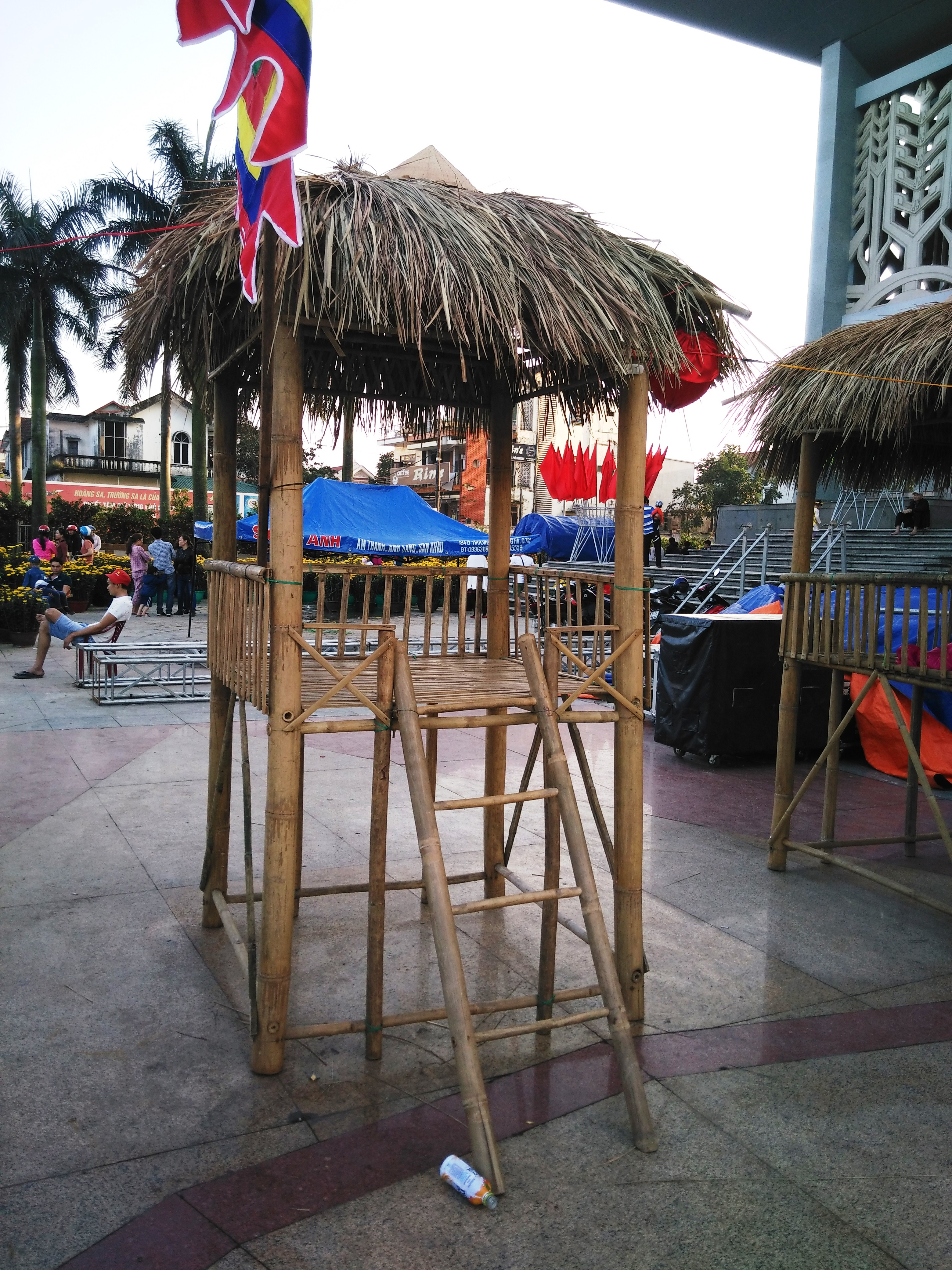
Eine der namensgebenden Hütten

Bài Chòi (vietnamesisch bài ‚Gesang‘, chòi ‚Hütte‘, ‚Aussichtsplattform‘) ist eine Kulturform in Zentralvietnam, die Gesang, Dichtkunst, Schauspielkunst, Malerei und Literatur verbindet. Die Kunstform zählt seit 2017 zum Weltkulturerbe und wird im 21. Jahrhundert vor allem auf Frühlingsfestivals zum Tết Nguyên Đán in der ersten Woche des neuen Mondjahres praktiziert.

## Ursprünge und Verbreitung

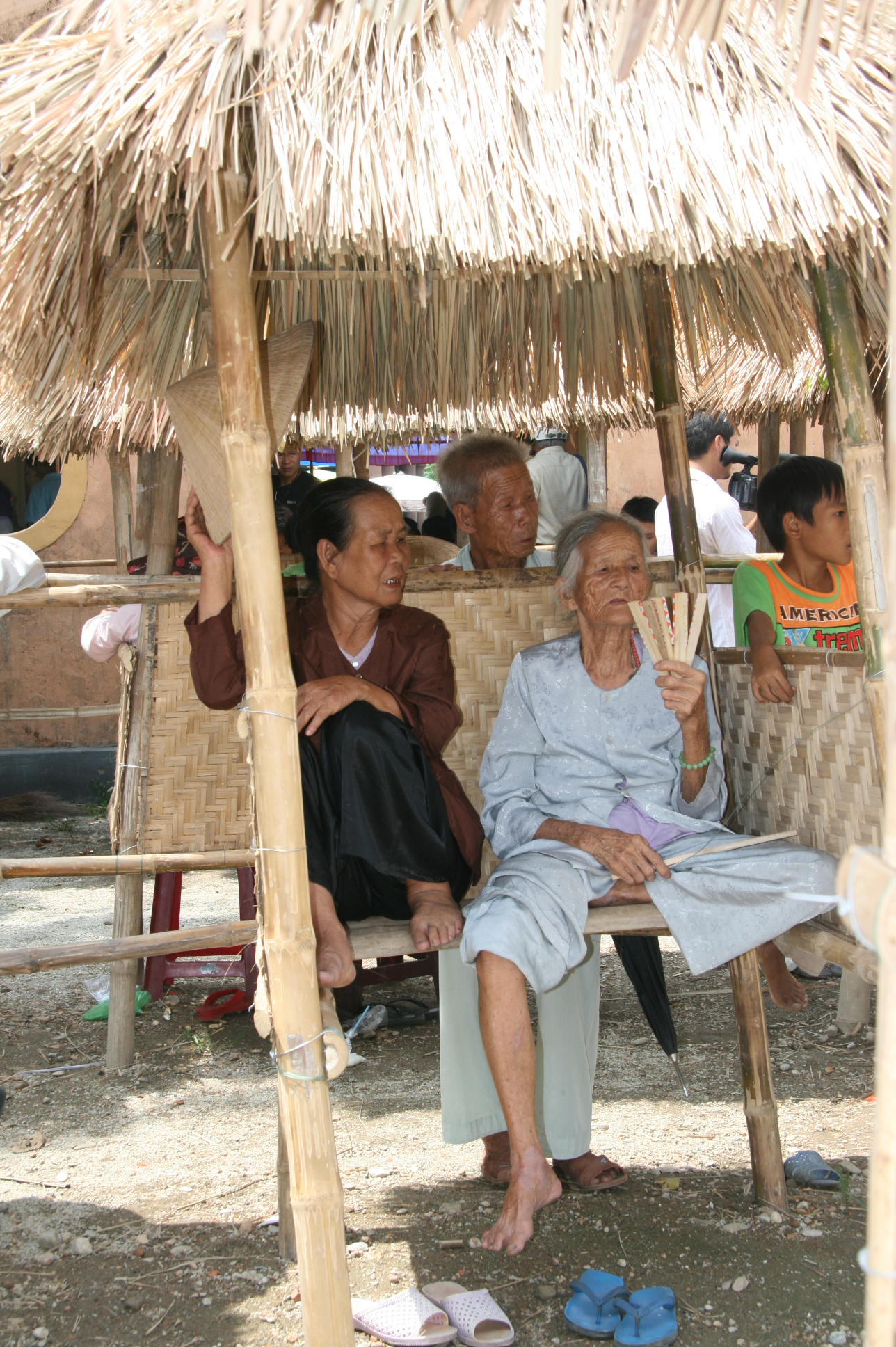
Zwei Damen mit Spielkarten in einer Bài-Chòi-Hütte

Vorformen des Bài Chòi wurden offenbar im ländlichen Vietnam zum spielerischen Zeitvertreib entwickelt. Um Wildtiere von der Verwüstung von Anbauflächen abzuhalten, wurden an den Grenzen der Felder Bambushütten aufgestellt, von denen aus Wachleute aus der jeweiligen Siedlung die Tiere mit Trommeln und Geschrei vertreiben konnten. Um den Wachdienst kurzweiliger zu gestalten, erfanden die Vietnamesen Spiele, Gesänge und weitere Interaktionsmöglichkeiten von Turm zu Turm.
Bài Chòi entstammt der Provinz Binh Dinh und verbreitete sich von dort aus durch das zentrale Vietnam, wo die Kulturform zu Beginn des 21. Jahrhunderts in elf Provinzen heimisch ist (von Nord nach Süd: Quảng Bình, Quảng Trị, Thừa Thiên Huế, Đà Nẵng, Quảng Nam, Quảng Ngãi, Binh Dinh, Phú Yên, Khánh Hòa, Ninh Thuận und Bình Thuận).
Die Hochsaison von Bài Chòi ist im Frühling, in der ersten Woche des Mondjahres; an manchen Orten aber auch erst in der zweiten Woche nach dem Tết-Fest. In dieser Zeit finden in vielen auch kleineren Dörfern in Zentralvietnam Bài-Chòi-Spiele statt. In größeren Städten mit Kulturzentren ist es, gerade um Touristen anzuziehen, auch möglich, jedes Wochenende Bài Chòi zu spielen. Bài Chòi wird in allen Gesellschaftsschichten gespielt. 

## Formen
Bài Chòi kennt zahlreiche Varianten, lässt sich aber in zwei Formen einteilen: Das Bài-Chòi-Spiel und die Bài-Chòi-Schau bzw. -Spektakel. In einem Innenhof, oder bei großen Veranstaltungen auch auf einer Freifläche, werden zehn Bambushütten errichtet, die jeweils vier oder fünf Spieler aufnehmen können. Bei weniger Platz können auch nur acht Hütten aufgebaut werden, in anderen Versionen wird sogar mit elf Hütten gespielt. Die Hütten werden typischerweise in zwei sich gegenüberliegenden Reihen aufgebaut, sodass eine Schau von einem Ende des entstehenden Freiraums geleitet werden kann. In weniger traditionellem Rahmen wird auf das Bauen von Hütten verzichtet.

### Spiel-Form
Bei der Spiel-Form werden, üblicherweise tagsüber, in den Hütten Kartenspiele gespielt, beispielsweise ein Rommé-ähnliches Kartenspiel. Zum Einsatz kommen vorzugsweise selbst gestaltete dreifarbige Kartendecks mit 32 oder 33 Karten (diese Karten sind im Vergleich zu europäischen Spielkarten länglicher und haben die Form von Bambusplättchen oder -stäben). Dieselben dreifarbigen Kartendecks finden auch bei der Schau-Form Verwendung; sie werden bei manchen Veranstaltungen am selben Tag erst vorbereitet.

### Schau-Form
Bei der eher abends geübten Schau-Form versammeln sich Zuschauer zwischen den Hütten. Freiwilligen aus der Menge, die mitspielen wollen, werden jeweils drei Bambusstäbe bzw. Spielkarten ausgehändigt, auf denen Menschen-, Tier- und Objektfiguren aufgemalt oder eingeprägt sind. Sie nehmen dann in den Hütten Platz – es können so viele Mitspielende teilnehmen, wie Hütten aufgestellt sind. Bei weniger als elf Hütten werden Spielstäbe ungenutzt beiseitegelegt. 
Zwei Hieu („Sprecher“) leiten das Spiel, ausgestattet mit zeremoniellen Gewändern oder Turbanen. Sie tragen mit Gesang oder Schauspiel einen improvisierten Text vor, während sie ihrerseits die korrespondierenden Stäbe aus dem Hieu-Bambusrohr ziehen und die gezogenen Wörter in ihre Verse einbauen. Die Mitspielenden müssen mit einer Holzglocke klappern, wenn eine ihrer Figuren erwähnt worden ist, vergleichbar einem westlichen Bingo-Spiel. Für jede korrekte Meldung erhalten die Mitspielenden vom zweiten Hieu oder den Spielgehilfen eine gelbe Flagge. Mit drei Meldungen/Flaggen wird eine Runde gewonnen; Runden können so zwischen fünf und zehn Minuten dauern. Auch für die nicht-spielenden Zuschauer ist diese spielerische Gesangs- und Theater-Darbietung interessant. Manche Hieu integrieren auch Tanz in ihre Darbietung. Der materielle Gewinn einer Runde ist meist ein landestypisches Souvenir, in Hoi An beispielsweise eine Laterne aus Bambus und Seide. In anderen Varianten berechtigt der Gewinn einer Runde zur Teilnahme an einer Lotterie.
Die musikalische Untermalung der Schau übernehmen Bands, traditionell mit Trommeln und Hörnern.

## Weltkulturerbe
Im Zeitraum 2014 bis 2016 wurde Bài Chòi durch das vietnamesische Ministerium für Kultur, Sport und Tourismus als immaterielles Kulturerbe von Vietnam anerkannt. Die generationenübergreifende Weitergabe der Kunstform erfolgt vor allem auf mündlichem Weg, aber mittlerweile haben sich auch Clubs, Schulen und Vereinigungen als Kulturträger etabliert, so dass es etwa 90 professionelle Bài-Chòi-Gruppen in Vietnam gibt, und auch öffentlich bekannte Hieus.
Die Kunstform wurde 2017 auf die Repräsentative Liste des immateriellen Kulturerbes der Menschheit eingetragen.

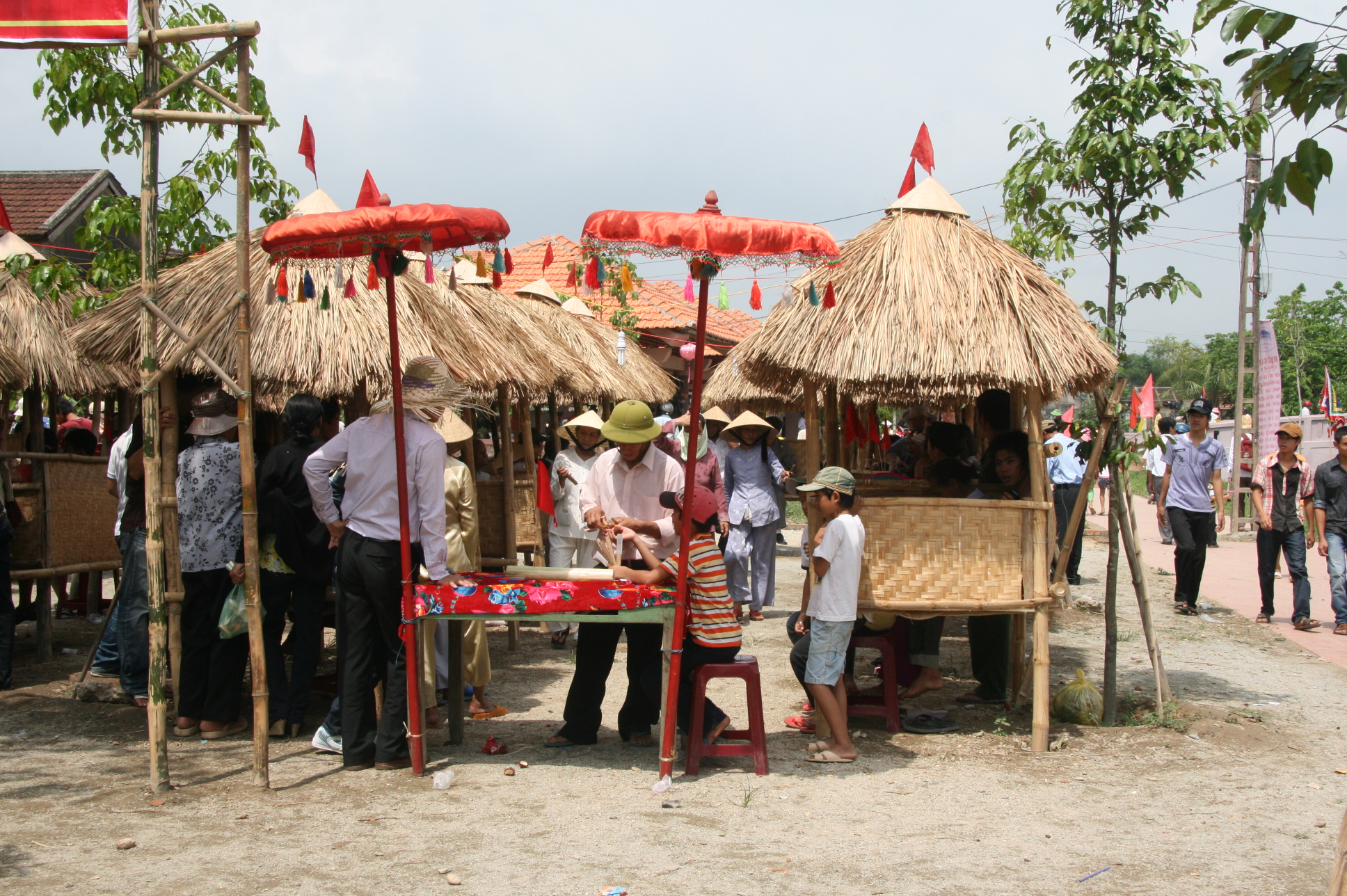
Zwei Hütten-Reihen für Bài Chòi
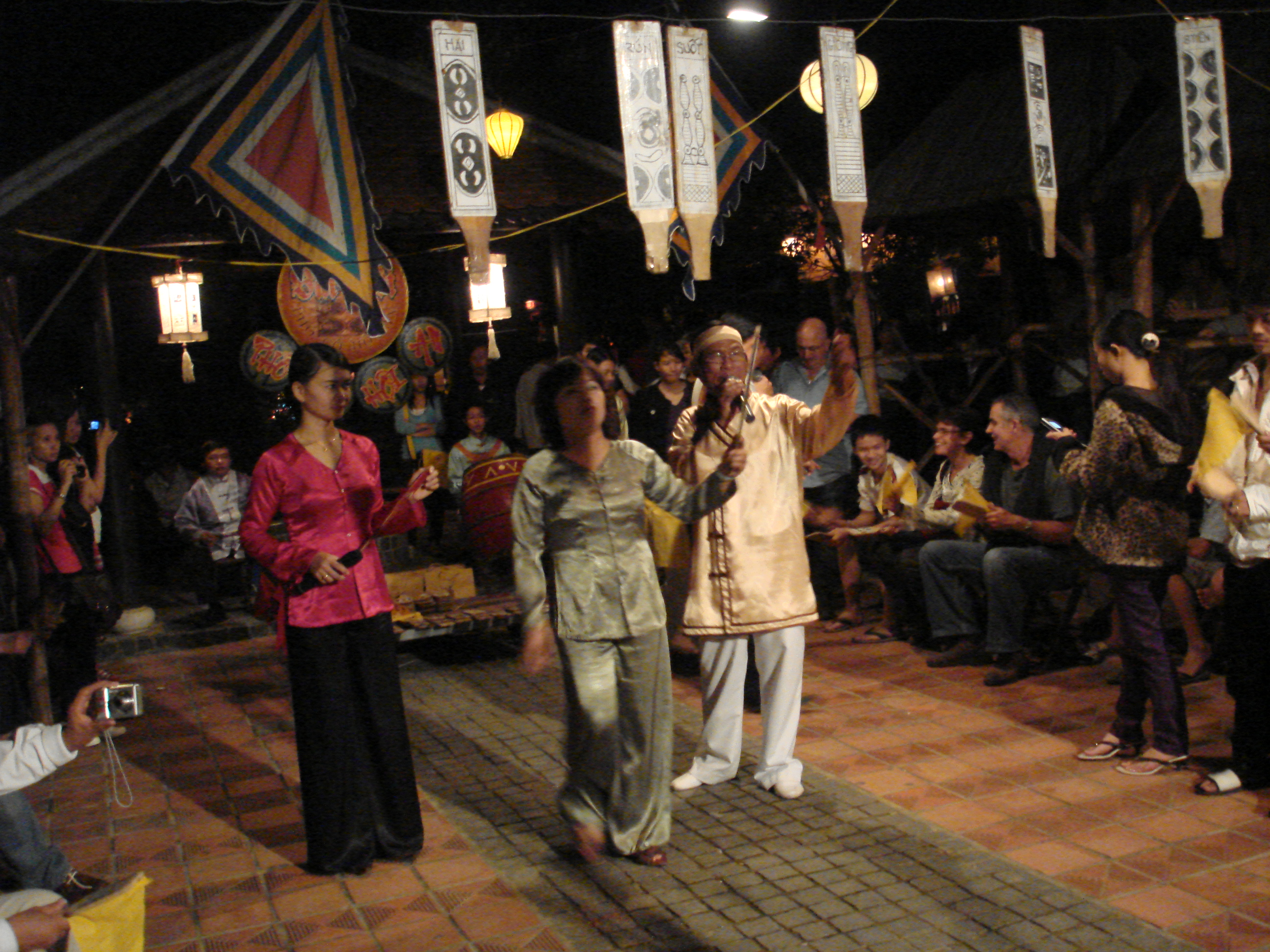
In einer Halle ohne Hütten gespielt
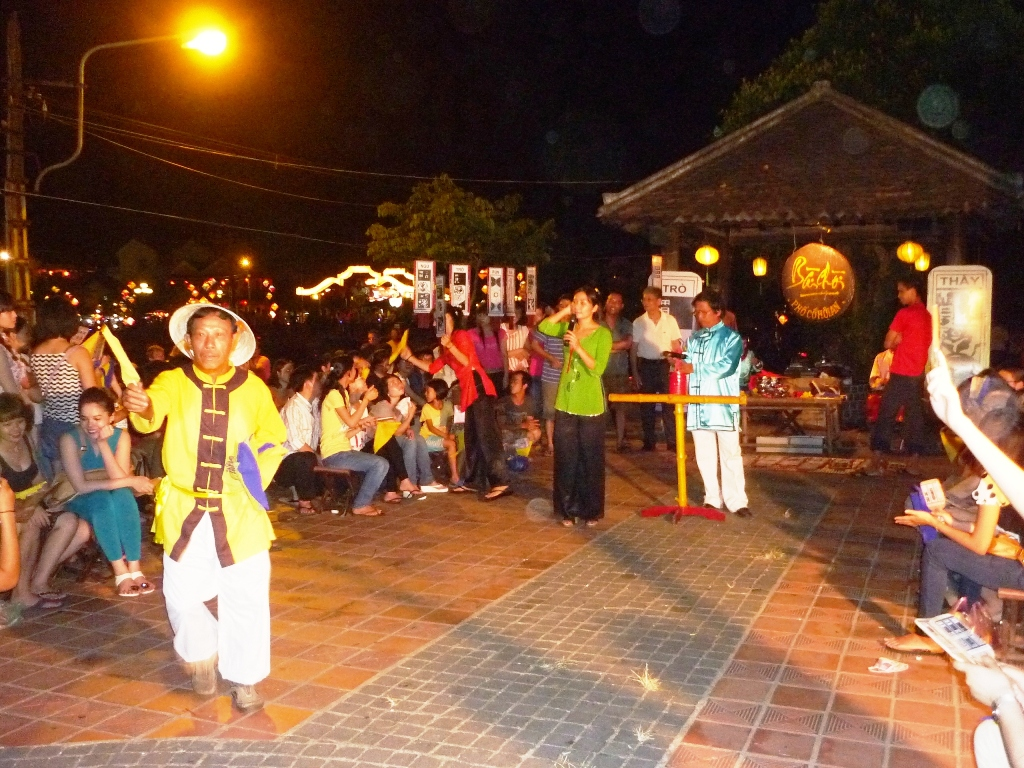
Auf einem Platz ohne Hütten gespielt: zwei Hieu im Hintergrund, ein Helfer trägt eine gelbe Fahne zu einem Spieler
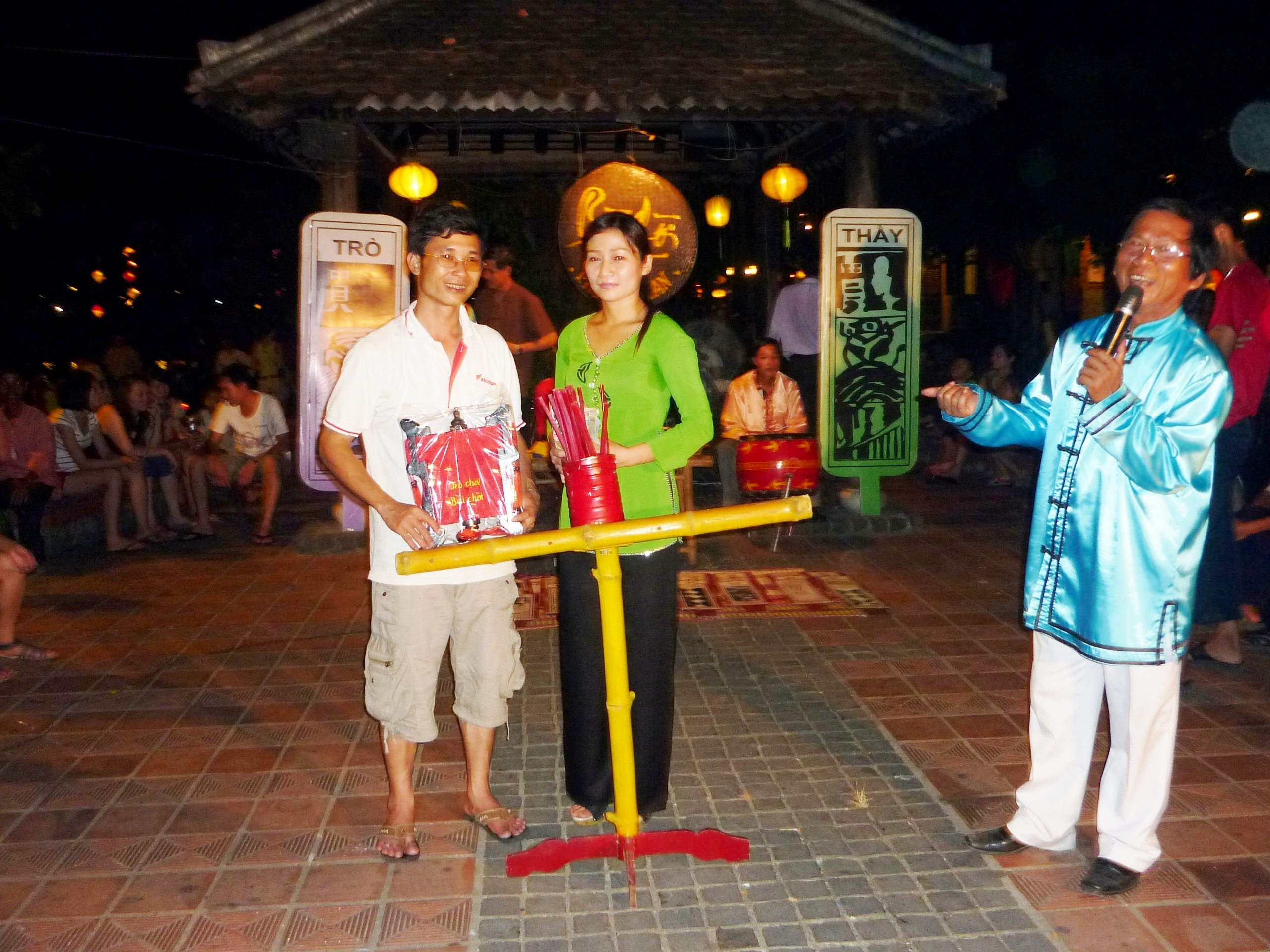
Die zwei Hieu mit Gewinner, das Gestell hält den Bambuscontainer mit den Spielstäben